# 卞粹
卞粹（251年前—303年），字玄仁，濟陰冤句（今菏澤丹陽辦事處卞莊）人，卞壼之父，與其兄弟六人世稱「卞氏六龍」，曾任西晉中書令、左將軍。著有文集。

## 生平
早年因卞粹弟卞裒與郡將有所衝突，慘遭誣陷，因而多年不曾為官，直到晉惠帝初年，卞粹被任命為尚書郎。楊駿執政後，人多爭相附會，卞粹卻正直不阿。直到楊駿被誅殺，被提拔為右丞，封爵成陽子，後升遷至右軍將軍。
永康元年（300年），趙王司馬倫兵變，誅殺張華，卞粹因為張華女婿受牽連被免官。
太安二年（303年），司馬顒以李含爲河南尹，命他與侍中馮蓀和時為中書令的卞粹等潛圖謀害司馬乂。皇甫商知道李含的意圖，遂將李含的計劃告知司馬乂。司馬乂於是誅殺卞粹等人。

## 家庭

### 父
- 卞統，曹魏南郡太守[1]、瑯琊太守。[10]

### 夫人
- 范阳张氏，西晋司空、右光禄大夫、开府仪同三司、壮武郡公张华之女

### 兄弟
- 卞俊，惠帝初為尚書郎，後官至汝南相，廷尉。[11]
- 卞裒，卞粹弟。

### 子
- 卞壼，字望之，在蘇峻之亂期間率兵奮力抵抗蘇峻，奮戰而死。

### 孫
- 卞眕，卞壼長子，蘇峻之亂時與父親一同戰死，死後追贈散騎侍郎。
- 卞盱，卞壼次子，蘇峻之亂時與父親一同戰死，死後追贈奉車都尉。
- 卞瞻，卞壼三子，嗣爵，官至廣州刺史。
- 卞眈，卞瞻弟，尚書郎。[12]